# Toxorhina bistyla
Toxorhina bistyla är en tvåvingeart som beskrevs av Alexander 1967. Toxorhina bistyla ingår i släktet Toxorhina och familjen småharkrankar. Inga underarter finns listade i Catalogue of Life.